# John Adams (Alexander Smith)
John Adams (Alexander Smith), (5. studenog 1766. – 5. ožujka 1829.), jedan od pobunjenika s broda Bounty. 
Rođen i odrastao u siromašnoj obitelji u Londonu. Priključuje se 1787. posadi na Bounty pod imenom Alexander Smith, navodno zbog neprilika sa zakonom. U sukob s Williamom Blighom dolazi tek za vrijeme petomjesečnog boravka na Tahitima (1788. – 1789.), kada je izbičevan zbog 'zanemarivanja dužnosti'. Tijekom pobune na brodu 28. travnja 1789. pomaže vođi pobune Fletcher Christianu. Dolazi na otok Pitcairn s još 8 drugih pobunjenika i Tahićana. Na dan masakra 'Massacre day' 20. rujna 1793. ubijen je Christian i još 4 druga pobunjenika, navodno od strane Tahićana. U siječnju 1801. John Adams posljednji je preživjeli Englez na otoku. Dolaskom američkog broda Topaz (1814.), kapetan nalazi Adamsa uz još 9 Tahićanki, uključujući i njegovu ženu i nekoliko djece. Od Kraljevske mornarica Adams 1825. godine dobiva milost, a nekoliko godina poslije umire. Potomci Adamsa i drugih pobunjenika, kao i s njima prispjeli Tahićani i Tahićanke začeli su na ovom izoliranom otoku najmanji suvereni narod na svijetu. Prema Johnu Adamsu, maleno naselje Adamstown, dobiva ime i postaje glavni grad Pitcairna. Adamov grob na brdu iznad sela jedino je poznato grobno mjesto pobunjenika s Bountyja.

## Vanjske poveznice
- History of the Pitcairn Island
- John Adams